# جاناتان سنگر
جاناتان سنگر (انگلیسی: Jonathan Sanger؛ زادهٔ ۲۱ آوریل ۱۹۴۴) کارگردان فیلم، تهیه‌کننده فیلم، بازیگر، مشاور رسانه‌ای و تهیه‌کننده تلویزیونی اهل ایالات متحده آمریکا است. وی از سال ۱۹۷۱ میلادی تاکنون مشغول فعالیت بوده‌است.
از فیلم‌ها و مجموعه‌های تلویزیونی‌ای که وی در آن نقش داشته‌است، می‌توان به نیروی تک‌نفره، تماشاخانه آمریکایی، فلش، توئین پیکس، مارشال، ۱۰۰ پا، تهیه‌کنندگان، خانه پوشالی، دکتر و شیاطین، مرد فیل‌نما، آسمان وانیلی و پرواز مسیریاب، فرانسیس اشاره کرد.
وی همچنین برندهٔ جوایزی همچون جایزه اسکار بهترین فیلم کوتاه شده‌است.